# Club Sport Marítimo
O Club Sport Marítimo CvC • OB • MHM é um clube multidesportivo da ilha da Madeira. A sua principal modalidade é o futebol, dispondo, contudo, de outras modalidades, como são o caso do andebol (que têm tido muito sucesso garantido uma vaga na liga europeia de andebol ehf na temporada 23/24),do automobilismo, do atletismo, do basquetebol, do futsal, do hóquei em patins, da patinagem de velocidade, do Taekwondo, do motociclismo, da natação, da pesca desportiva, do tiro, do voleibol e dos eSports.
Fundado a 20 de setembro de 1910, é considerado o maior clube da Madeira, tendo cerca de 12 000 sócios inscritos. O Club Sport Marítimo venceu o Campeonato de Portugal de 1925/26.  Esteve um longo período sem poder participar nos campeonatos nacionais, voltando a disputá-los em 1973. Desde então marcou presença por 43 vezes na Primeira Liga, alcançou por duas vezes as finais da Taça de Portugal e da Taça da Liga, e participou por nove vezes na Taça UEFA/Liga Europa. O clube venceu ainda por duas vezes a II Divisão. É a instituição desportiva madeirense com maior palmarés a nível nacional e regional.
Com uma posição consolidada nas competições nacionais e lutando sempre por um lugar na classificação que dê acesso a uma competição europeia, já disputou eliminatórias na Taça UEFA/Liga Europa com alguns clubes históricos, como foi o caso da Juventus, do Leeds United, do Rangers e do Valencia. Na temporada de 2012/13 qualificou-se pela primeira vez para a fase de grupos da Liga Europa.
O Marítimo concluiu a temporada 2022/23 sem marcar posição do Ranking de Clubes da UEFA (142ª no coeficiente a dez anos) e também sem marcar posição no Ranking Mundial de Clubes da IFFHS. Contudo, o clube atingiu a melhor marca da sua história no início da segunda década do século XXI, ao surgir na 99.ª posição do Coeficiente da UEFA a cinco anos.

## História

### Origens
Tendo a sua formação estado ligada ao mar e aos que daí tiravam o seu sustento, desde cedo foi adoptado como a voz e a principal força desportiva das camadas mais baixas da população a contrapor com o carácter monárquico e elitista do Club Sports Madeira o seu principal rival nos primeiros tempos. Fundado por Cândido Gouveia, tem uma data de fundação algo incerta, sendo no entanto consensualmente apontado o dia 20 de Setembro de 1910. Dada a crença numa nova ordem de progresso e liberdade (os ecos republicanos já se faziam fortemente sentir, culminando a 5 de Outubro de 1910 na instauração da República), adopta as cores conotadas com o Partido Republicano Português.

### Os primeiros tempos

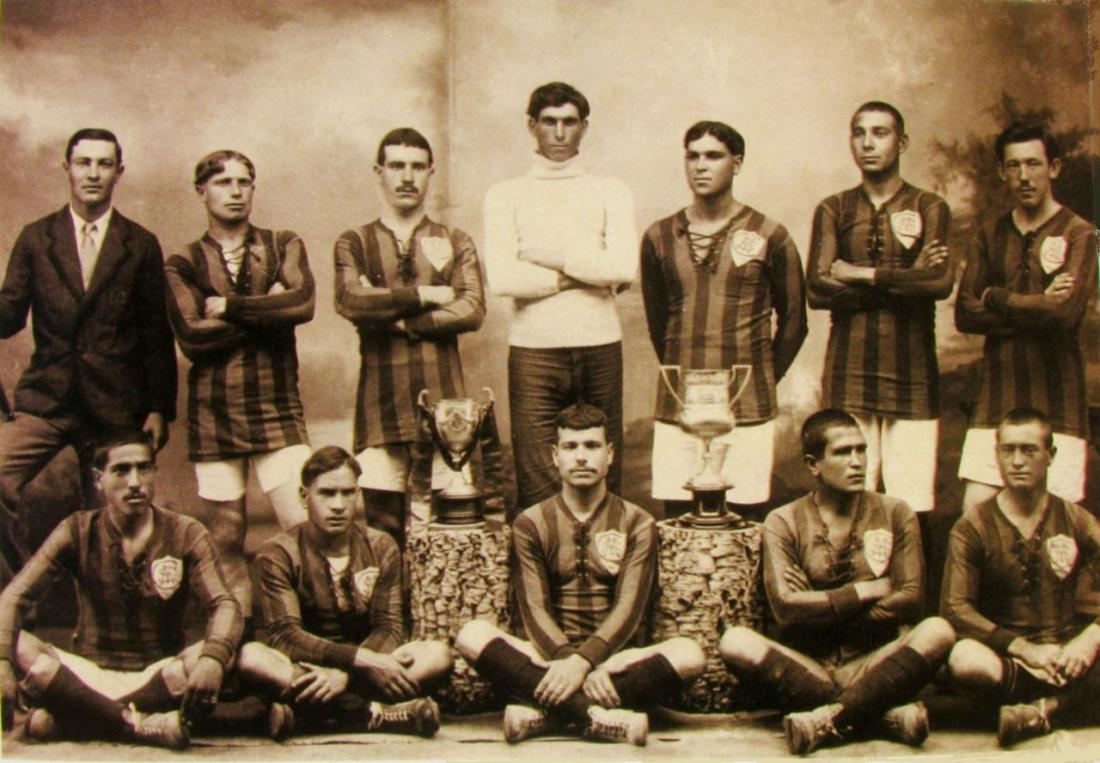
Equipa que venceu o primeiro Campeonato da Madeira (1916/17)

Desde cedo começa a evidenciar-se, primeiro em jogos de exibição, depois já com a disputa a partir de 1916 do Campeonato da Madeira, tendo ganho os dois primeiros troféus e perdido de forma inglória o terceiro para o Clube de Futebol União, clube formado depois de uma cisão dentro do próprio Marítimo em 1914  e que cedo se tornaria durante épocas o seu principal rival. Contudo, foi o União que impediu que o Marítimo viesse a fechar as portas mais tarde, devido a uma grave crise financeira, cedendo-lhe as suas instalações temporariamente.
Com uma combatividade e raça fora do normais e evidenciada pelos jornais da época, o Marítimo exerce a sua supremacia a seu bel-prazer dentro das provas domésticas, quer em jogos de exibição que ia fazendo com equipas de fora do espaço da região. Era o modo de a população descarregar as frustrações de um dia-a-dia árduo, numa terra pobre como era a Madeira.

### Campeão de Portugal

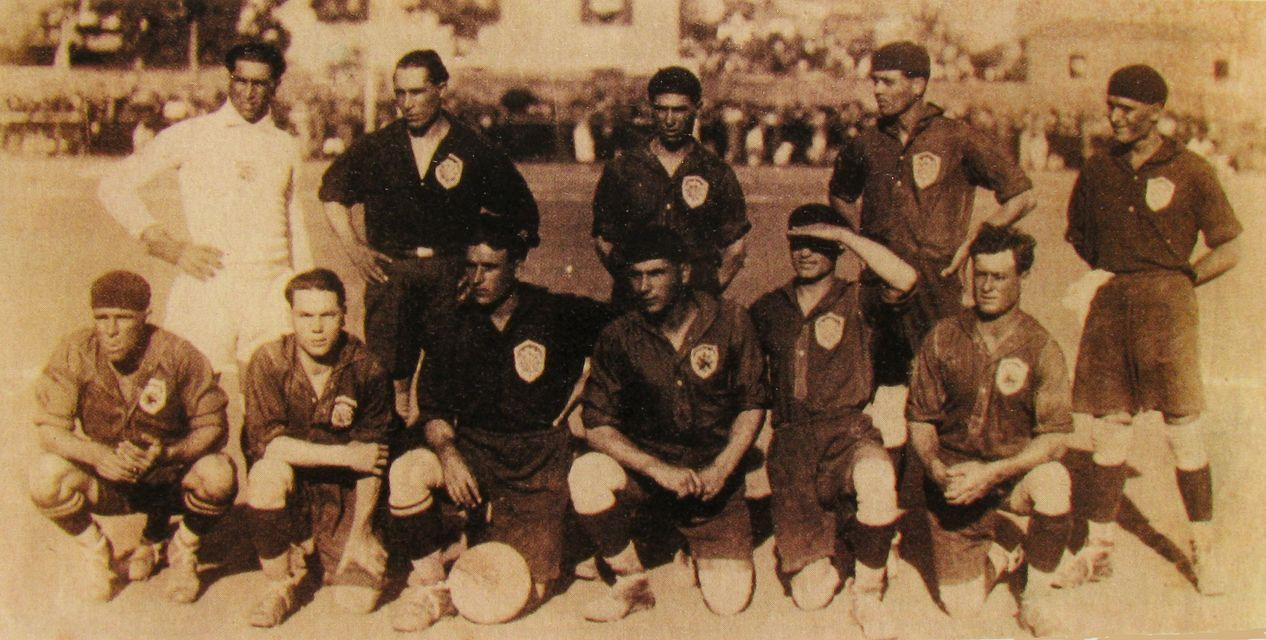
Equipa que venceu o Campeonato de Portugal (1925/26)

A partir da época 1921/22 é instituído o Campeonato de Portugal, jogado num sistema de eliminatórias (semelhante à atual Taça de Portugal), para o qual estavam habilitados a competir os respectivos vencedores dos campeonatos regionais das associações recentemente criadas. Naturalmente, e fruto do seu domínio a nível interno, os verde-rubros marcam inúmeras presenças na prova — 13 presenças em 17 edições desta competição. Após algumas tentativas sem sucesso, o clube acaba por sagrar-se campeão de Portugal em 1925/26. Primeiro, derrotando o Futebol Clube do Porto na meia-final por um concludente 7–1. E depois, vencendo na final, disputada no Campo do Ameal na cidade do porto, o Clube de Futebol Os Belenenses por 2–0. Estava criado o epíteto de "Maior das Ilhas", que mantém-se até aos dias de hoje.
A década de 20, seria, aliás, uma época de ouro para o clube, já que este para além de ter conquistado por 8 vezes o Campeonato da Madeira, também deu os dois primeiros internacionais à Seleção Portuguesa de Futebol: José Ramos e Pinga.

### Exclusão das equipas insulares
No início da década de 1930, o clube entra numa grave crise financeira, não tendo no entanto a sua supremacia interna ter sido beliscada, fruto da abnegação dos seus atletas e simpatizantes. Vivia-se em pleno Estado Novo e provavelmente a Revolta da Madeira ocorrida ainda durante o período de ditadura militar em 1931, dificultou o acesso das equipas fora do espaço continental português ao então recém criado Campeonato da I Liga (1934). A partir de 1938/39 restava às equipas insulares o acesso à Taça de Portugal, tendo o vencedor madeirense que disputar uma espécie de liguilha com o vencedor açoriano.
Os clubes insulares são impedidos de esgrimir os seus argumentos, tendo de se voltar para as suas competições internas, conseguindo nesta altura o clube a impressionante marca de 12 vitórias seguidas no Campeonato da Madeira de 1944/45 a 1955/56. No entanto, o contacto com equipas de fora prossegue, tendo na década de 1950 a equipa feito uma espantosa digressão por África, elevando bem alto o nome da região e enchendo de orgulho os seus naturais. A nível interno, no final dos anos 50 e o início da década de 1960, a equipa passa por um período menos bom, assistindo a boas performances por parte do seu rival União.
A 19 de Junho de 1956 foi feito Cavaleiro da Ordem Militar de Cristo.

### Regresso aos nacionais
O Marítimo retoma entretanto nos finais da década de 1960 a senda das vitórias, vincando toda a sua hegemonia. As competições internas já eram demasiado pequenas para as justas ambições do clube. O Marítimo começa a interceder junto de vários canais, para se começar a equacionar o acesso dos clubes insulares às divisões nacionais, facto que foi vedado durante décadas. Na mesma altura, de modo a criar uma equipa suficientemente competitiva para representar o futebol madeirense nos campeonatos nacionais, a Associação de Futebol da Madeira faz a proposta de junção dos 4 maiores clubes madeirenses da altura — Marítimo, União, Nacional e Sporting da Madeira. O Marítimo não se opõe à criação dessa equipa, mas recusa aderir ao projeto, indicando que quer ter a hipótese de conseguir o acesso por seu mérito. Após árduas negociações, nas quais se estabeleceu que o clube que obtivesse o primeiro lugar no campeonato regional de 1972/73, disporia de uma vaga para disputar a liguilha entre os últimos da II Divisão e os primeiros da III Divisão, mas ficando o clube encarregue das despesas das viagens das equipas adversárias e das respectivas equipas de arbitragem. O Marítimo garante essa vaga, vencendo o seu último Campeonato da Madeira nessa época, sendo a primeira equipa insular a aceder aos nacionais. Destaque-se que a supremacia do Marítimo na Madeira fica vincada nos 35 Campeonatos da Madeira conquistados, disputando esta competição apenas até à época 1972/73.
De referir que o clube continuou a disputar até aos dias de hoje uma outra competição de cariz regional em seniores, a Taça da Madeira tendo obtido até ao momento 25 vitórias em 62 edições desta prova, a última das quais em 2008/09.
A 23 de Setembro de 1971 foi feito Oficial da Ordem de Benemerência.

### Consolidação nacional
Foi a primeira coletividade fora do espaço continental português a conseguir aceder à I Divisão. Desde aí acumulou 36 presenças no escalão maior do futebol português — 10.º clube com mais participações, num total de 82 edições. As sequelas de longos anos sem poder competir de forma regular nos nacionais, são visíveis nos primeiros tempos. O facto de os clubes insulares terem sido arredados de participar nas provas nacionais, mostram as discrepâncias existentes a nível de infraestruturas e de organização de uma realidade regional face a uma realidade nacional. Mesmo assim, em 1976/77, o clube ascende à I Divisão, mantendo-se por lá mais três épocas, fruto da abnegação e raça dos seus jogadores. Face ao semi-profissionalismo existente e a algumas dificuldades de nível logístico, o clube desce de divisão em 1980/81, subindo logo na época seguinte. No entanto este sobe-e-desce, viria a ter mais uma etapa, descendo de divisão na época 1982/83. Ao fim de duas épocas, o clube regressa ao convívio dos grandes, mantendo-se aí ininterruptamente até aos dias de hoje, consolidando o seu estatuto primodivisionário e sendo visto como um clube que normalmente almeja alcançar as competições europeias.
A 28 de Junho de 2001 foi feito Membro-Honorário da Ordem do Mérito.

### Estatuto europeu
Até ao início da década de 1990, a melhor classificação do clube tinha sido o 9.º lugar na época 1987/88. A entrada de um jovem treinador de 35 anos, o ambicioso brasileiro Paulo Autuori, aliado a uma maior organização interna, fazem com que em 1991/92 o clube atinja o 7.º lugar, ficando mesmo às portas de um possível qualificação europeia. Na época 1992/93 vivia-se os tempos do chamado trio-maravilha (Ademir, Edmilson e Jorge Andrade), apostando Autuori num futebol atrativo e com o terceiro melhor ataque do campeonato (56 golos). A qualificação chega na última jornada, depois de um embate considerado pelo comentarista Gabriel Alves como um os melhores desafios daquela época, frente ao Boavista Futebol Clube, com vitória final do Marítimo por 3–2. Nessa mesma época realce-se ainda as vitórias em casa frente ao Sporting Clube de Portugal (4–2) e frente ao Gil Vicente Futebol Clube (7–0). Novamente o clube era pioneiro, sendo a primeira equipa insular portuguesa a conseguir uma qualificação para uma prova europeia, em virtude do 5.º lugar alcançado. Desde aí o clube tem sido presença assídua nas competições europeias, tendo participado por oito vezes na Taça UEFA/Liga Europa.

### Idas ao Jamor
Na época de 1994/95, o clube consegue a qualificação para a final da Taça de Portugal, após derrotar nas meias-finais da provas o Futebol Clube do Porto. Disputa a final com o Sporting Clube de Portugal, que já não vencia qualquer troféu nacional há mais de dez anos. Num clima adverso, perde por duas bolas sem resposta, tendo o seu guarda-redes Everton efetuado uma exibição de sonho. Volvidos seis anos, em 2000–01, volta a atingir a final da Taça de Portugal, desta feita frente ao Futebol Clube do Porto, após ter derrotado o Boavista Futebol Clube nas meias-finais disputada no Estádio do Bessa. Estabeleceu-se então a maior ponte aérea alguma vez registada até então entre a Madeira e Lisboa. Apoiado por mais de 5 000 madeirenses que se deslocaram de propósito para ver a final, averba apesar de tudo nova derrota por duas bolas desta feita contra o Futebol Clube do Porto. É o único clube madeirense a registar presenças na final da prova-rainha do futebol português.

### Clube único e criação da SAD
O forte investimento feito no início da década de 1990 levou a que em finais da mesma as finanças do clube estivessem no vermelho. Entretanto o Presidente do Governo Regional Alberto João Jardim, ressuscita a ideia do clube único, ansiando juntar os três maiores clubes do Funchal — que já haviam estado juntos na I Divisão no início da década de 1990 — de modo a dispor de uma equipa capaz de lutar pelo título nacional. O projeto suscitou forte oposição da enorme massa adepta, assim como dos seus corpos sociais. Depois do União e do Nacional concordarem, votando favoravelmente em assembleias gerais esta proposta, os sócios do Marítimo recusam por esmagadora maioria o projeto do clube único. Fica famosa a vaia que Alberto João Jardim sofre em pleno Caldeirão dos Barreiros, ficando provado que o clube é de longe a maior instituição da Região Autónoma da Madeira.
Face ao enorme desgoverno das contas existente e talvez como consequência da recusa popular em aderir à ideia do clube único, o Governo Regional corta com as verbas disponibilizadas para o desporto profissional.
Entretanto a nova direção, seguindo o advento das recentes sociedades anónimas desportivas, estabelece com o Executivo madeirense a criação de uma Sociedade Anónima Desportiva (SAD) — sendo esta criada em 1999 — ficando o clube com 40%, a Região Autónoma da Madeira com outros 40% e os restantes 20% a ficarem na posse de outros acionistas. Ficariam assim regulamentadas as transferências orçamentais e as contrapartidas existentes (naming e promoção da região, assim como a promoção do desporto e bem estar da região).

### Tempos atuais e o futuro
O Club Sport Marítimo continua a ser o clube madeirense com maior palmarés, popularidade e ecletismo, tendo apostado nos últimos anos no apetrechamento do seu património, procurando criar assim bases de sustentação para a prática dos mais variados desportos, fazendo um crescimento sustentado e contribuindo para o bem estar da Região Autónoma da Madeira, de que é exemplo a construção do seu complexo com pavilhão.
Estão lançadas as bases, para a equipa de futebol voltar a ter um espaço próprio e condigno, depois da saída do mítico campo Almirante Reis, berço de inúmeras glórias que pontificaram no futebol madeirense, sendo que estava projetado esse espaço nascer na Praia Formosa, a oeste do concelho do Funchal, numa zona para onde está projetada uma nova centralidade da cidade. No entanto dificuldades logísticas a nível da aquisição de terrenos aliadas a uma nova realidade financeira da Região Autónoma da Madeira, fizeram abandonar este ambicioso projeto, fazendo com que o atual Estádio dos Barreiros seja objeto de futura reconstrução, passando este recinto das mãos da Região Autónoma da Madeira para o clube. Em 2016 a obra foi concluída, oferecendo à região um recinto com todas as condições, para poder acolher eventos internacionais, tendo recebido, já em 2017, a seleção nacional para um jogo amigável.
O Club Sport Marítimo é um clube com um estatuto estabelecido no futebol nacional, já que luta todas as épocas com o objetivo de chegar às competições europeias. Embora haja algum distanciamento entre o clube e a sua enorme massa adepta, este possui todas as condições para almejar e acreditar num futuro com novas e mais ambiciosas conquistas.

## Símbolos do clube

### Emblema e cores
| O primeiro emblema. |  | O segundo emblema, o mais tradicional, é o atual desde 2022. |  | Emblema estilizado utilizado entre 2008-2022. |
| O primeiro emblema. |  | O segundo emblema, o mais tradicional, é o atual desde 2022. |  | Emblema estilizado utilizado entre 2008-2022. |

Desde os primórdios que as cores oficiais do clube são o verde e o vermelho. Esta escolha ficou a dever-se ao facto de as primeiras equipas dos "marítimos" usarem faixas verde e vermelhas como forma de as distinguir nos jogos que disputavam entre si. Para além disso, os ideais republicanos começavam a ganhar força em oposição ao regime monárquico da época. O facto de o grande rival Club Sports Madeira utilizar as cores monárquicas (azul e branco) também contribuiu para a adopção das cores republicanas (verde e vermelho).
O primeiro símbolo aludia claramente às origens marítimas do clube. Para além de uma bandeira com as iniciais do clube, estavam presentes no emblema um remo, uma boia, um arpão e uma âncora. A bola de futebol também contida no símbolo representava a modalidade desportiva praticada pelo clube.
Mais tarde, na época 1916/17, José Inês Ramos, um desenhador da Casa de Bordados Hughs, foi encarregue de desenhar um novo símbolo para o clube do Almirante Reis. Nele mantiveram-se as raízes marítimas, bem expressas no leme, mas passou também a figurar no seu centro a figura de um Leão. No cimo do leme encontrávamos ainda duas faixas com a cor verde e vermelha e as iniciais do clube. Com o tempo o símbolo sofreu ligeiras alterações sem alterar a sua forma original.

### Equipamentos
| Uniforme principal | Uniforme alternativo | Terceiro Uniforme | Evolução dos Equipamentos |

## Infraestruturas desportivas

### Estádio do Marítimo

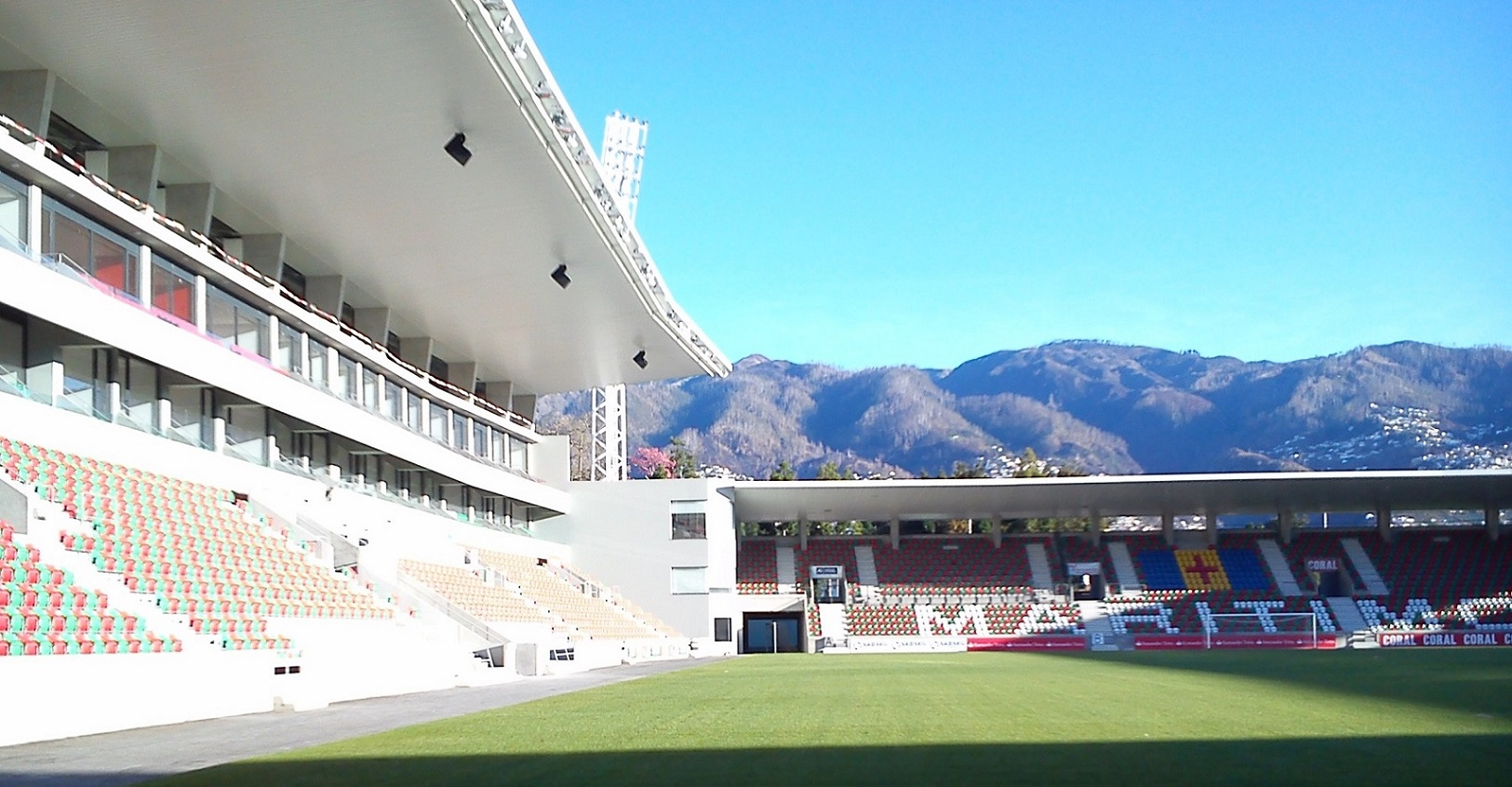
Interior do Estádio do Marítimo.

O Club Sport Marítimo disputa os seus jogos no Estádio do Marítimo, também apelidado de estádio dos Barreiros. O estádio fica localizado na zona oeste da cidade do Funchal, na Ilha da Madeira. Originalmente construído em finais dos anos 20 pelo Nacional, este passaria para as mãos da Junta Geral do Funchal, devido a dificuldades financeiras do clube. Uma vez nas mãos da Junta Geral do Funchal, foi feito um projeto para a construção de um novo estádio naquele espaço. As obras de construção de um novo estádio teriam início a 27 de Abril de 1953 e estariam concluídas em 18 de Fevereiro de 1956.
O antigo Estádio dos Barreiros seria inaugurado no dia 5 de Maio de 1957. Esta inauguração foi presidida pelo Ministro das Obras Públicas da altura, o Engenheiro Arantes de Oliveira. A inauguração teve uma assistência de 12 mil espectadores e contou com uma receita de bilheteira de cerca de 254 contos.
A 14 de Setembro de 2007, o Governo Regional da Madeira cedeu o espaço do então Estádio dos Barreiros ao Marítimo, com o intuito de este construir naquele espaço o seu novo estádio. As obras tiveram início a 20 de julho de 2009, mas devido a diversas dificuldades, nomeadamente económico-financeiras, a conclusão do novo estádio parou em 2010. Em 2014 as obras retomaram sendo que estão previstas estar concluídas em dezembro de 2016. A 21 de outubro foram abertas todas as bancadas para o público geral tendo estas uma capacidade de 9 500 lugares sentados, totalizando com os camarotes a capacidade total de 10 600 lugares. 

### Estádio Imaculada Conceição
O Estádio Imaculada Conceição, tem capacidade para 3 500 pessoas e está inserido no Complexo Desportivo do Marítimo. Atualmente serve de campo de treinos das equipas profissionais. O Estádio Imaculada Conceição encontra-se homologado pela Liga Portuguesa de Futebol de modo a receber os jogos ‘caseiros’ da equipa B maritimista.
Junto ao Estádio Imaculada Conceição existe ainda um campo de 11 de relva artificial, onde o futebol de formação realiza os seus treinos e jogos.

### Pavilhão do Marítimo
O Pavilhão do Marítimo é a casa de diversas modalidades e dos seus escalões de formação, entre as quais: andebol, futsal, ginástica, muay-thai, voleibol, e outras mais. O pavilhão multiusos já foi usado para diversas galas, aniversário do clube e outros eventos. Tem capacidade de 1 000 lugares sentados.

## Associados e adeptos
Desde finais dos anos 90 que a média das assistências têm vindo a decrescer nos jogos disputados no Estádio dos Barreiros. Nas últimas épocas, fruto das obras que o estádio tem sofrido, a média das assistências diminuiu para cerca de metade. Na época de 2015/16 as assistências voltaram a aumentar devido ao facto de a 1º fase do novo estádio, com 7 200 lugares cobertos, estar concluída. Tal voltou a acontecer na época de 2016/17, colocando o Marítimo nos lugares de topo da tabela de assistências da liga portuguesa. Na época 2022/23 registou-se um recorde de assistências no novo Estádio do Marítimo, tendo a média subido para 8 509 espetadores, com uma ocupação de 80,54% de ocupação para um total de 144 648 espetadores em 17 jogos.
Os grupos organizados de adeptos são três, Templários, Fanatics e Esquadrão Maritimista, sendo que apenas o último se encontra registado como claque.

### Assistências nos Jogos da Liga Portugal
| Antigo Estádio do Marítimo Após Euro 2004    | Antigo Estádio do Marítimo Após Euro 2004 | Antigo Estádio do Marítimo Após Euro 2004 | Antigo Estádio do Marítimo Após Euro 2004 | Antigo Estádio do Marítimo Após Euro 2004 | Antigo Estádio do Marítimo Após Euro 2004 | Antigo Estádio do Marítimo Após Euro 2004 |
| Época                                        | Liga                                      | Jogos                                     | Média                                     | Total                                     | Melhor Assistência                        | Ref.                                      |
| -------------------------------------------- | ----------------------------------------- | ----------------------------------------- | ----------------------------------------- | ----------------------------------------- | ----------------------------------------- | ----------------------------------------- |
| 2004/05                                      | I                                         | 17                                        | 3.882                                     | 65.994                                    | 7.000 - Benf/Sport                        | [ 33 ]                                    |
| 2005/06                                      | I                                         | 17                                        | 4.324                                     | 73.508                                    | 10.000 - Nacional                         |                                           |
| 2006/07                                      | I                                         | 15                                        | 4.167                                     | 70.839                                    | 10.000 - Benfica                          |                                           |
| 2007/08                                      | I                                         | 15                                        | 5.825                                     | 99.025                                    | 8.440 - Benfica                           |                                           |
| 2008/09                                      | I                                         | 15                                        | 4.941                                     | 84.507                                    | 8.234 - Porto                             |                                           |
| Início da Construção do Novo Estádio em 2009 |                                           |                                           |                                           |                                           |                                           |                                           |
| 2009/10                                      | I                                         | 15                                        | 3.490                                     | 52.351                                    | 5.000 - Benfica                           | [ 34 ]                                    |
| 2010/11                                      | I                                         | 15                                        | 3.440                                     | 51.596                                    | 4.242 - Porto                             |                                           |
| 2011/12                                      | I                                         | 15                                        | 3.827                                     | 57.399                                    | 4.403 - Benfica                           |                                           |
| 2012/13                                      | I                                         | 15                                        | 3.706                                     | 55.593                                    | 4.504 - Benfica                           |                                           |
| 2013/14                                      | I                                         | 15                                        | 3.550                                     | 53.248                                    | 7.075 - Nacional                          |                                           |
| 2014/15                                      | I                                         | 17                                        | 4.566                                     | 77.618                                    | 7.097 - Benfica                           |                                           |
| 2015/16                                      | I                                         | 17                                        | 6.146                                     | 104.474                                   | 9.400 - Benfica                           |                                           |
| Finalização das Obras do Estádio em 2016     |                                           |                                           |                                           |                                           |                                           |                                           |
| 2016/17                                      | I                                         | 17                                        | 7.818                                     | 132.909                                   | 10.454 - Porto                            |                                           |
| 2017/18                                      | I                                         | 17                                        | 7.072                                     | 120.216                                   | 10.535 - Porto                            |                                           |
| 2018/19                                      | I                                         | 17                                        | 6.622                                     | 112.576                                   | 9.830 - Benfica                           |                                           |
| 2019/20                                      | I                                         | 12                                        | 6.068                                     | 72.811                                    | 9.673 - Sporting                          | [ 35 ]                                    |
| 2020/21                                      | I                                         | 0                                         | 0                                         | 0                                         | 0                                         | [ 36 ]                                    |
| 2021/22                                      | I                                         | 17                                        | 3.808                                     | 64.728                                    | 9.102 - Benfica                           | [ 37 ]                                    |
| 2022/23                                      | I                                         | 17                                        | 8.509                                     | 144.648                                   | 10.547 - Benfica                          |                                           |
| 2023/24                                      | II                                        | 17                                        | 7.320                                     | 124.445                                   | 10.385 - Nacional                         |                                           |
| 2024/25                                      | II                                        | 17                                        | 5.579                                     | 94.845                                    | 8.125 - Chaves                            | [ 38 ]                                    |

| Antigo Estádio do Marítimo | Antigo Estádio do Marítimo | Antigo Estádio do Marítimo | Antigo Estádio do Marítimo | Antigo Estádio do Marítimo | Antigo Estádio do Marítimo |
| Época                      | Liga                       | Liga                       | Jogos                      | Média                      | Total                      |
| -------------------------- | -------------------------- | -------------------------- | -------------------------- | -------------------------- | -------------------------- |
| 1985/86                    | I                          | Liga Portugal              | 15                         | 13.800                     | 207.000                    |
| 1986/87                    | I                          | Liga Portugal              | 15                         | 12.633                     | 189.495                    |
| 1987/88                    | I                          | Liga Portugal              | 19                         | 10.447                     | 198.493                    |
| 1988/89                    | I                          | Liga Portugal              | 19                         | 9.789                      | 185.991                    |
| 1989/90                    | I                          | Liga Portugal              | 17                         | 8.265                      | 140.505                    |
| 1990/91                    | I                          | Liga Portugal              | 19                         | 8.842                      | 167.998                    |
| 1991/92                    | I                          | Liga Portugal              | 17                         | 7.471                      | 127.007                    |
| 1992/93                    | I                          | Liga Portugal              | 17                         | 8.941                      | 151.997                    |
| 1993/94                    | I                          | Liga Portugal              | 17                         | 10.941                     | 185.997                    |
| 1994/95                    | I                          | Liga Portugal              | 17                         | 10.294                     | 174.998                    |
| 1995/96                    | I                          | Liga Portugal              | 17                         | 8.176                      | 138.992                    |
| 1996/97                    | I                          | Liga Portugal              | 17                         | 4.853                      | 82.501                     |
| 1997/98                    | I                          | Liga Portugal              | 17                         | 5.353                      | 91.001                     |
| 1998/99                    | I                          | Liga Portugal              | 17                         | 4.794                      | 81.498                     |
| 1999/00                    | I                          | Liga Portugal              | 17                         | 7.412                      | 126.004                    |
| 2000/01                    | I                          | Liga Portugal              | 17                         | 5.353                      | 91.001                     |
| 2001/02                    | I                          | Liga Portugal              | 17                         | 4.559                      | 77.503                     |
| 2002/03                    | I                          | Liga Portugal              | 17                         | 5.147                      | 87.499                     |
| 2003/04                    | I                          | Liga Portugal              | 17                         | 4.735                      | 80.495                     |

## Rivalidades
Ao longo da história os grandes rivais do Marítimo sempre foram o União e o Nacional. Se durante o século XX o grande rival foi o União, com a chegada do século XXI, o Nacional passou a assumir esse protagonismo, fruto da subida à Primeira Liga. Se inicialmente a origem social marcou as diferenças entre os clubes, com o passar do tempo essas diferenças foram-se esbatendo. O Marítimo hoje é tido com um clube inter-classista.
Mesmo com as mudanças que foram ocorrendo ao longo dos tempos, o Marítimo continua muito destacado em relação aos dois rivais, pois é o clube madeirense com maior palmarés, detendo o dobro dos troféus em relação ao União e ao Nacional, nas diversas competições em participou.

## Futebol

### Seniores Masculinos

#### Palmarés
| Competições Nacionais      | Competições Nacionais  | Competições Nacionais | Competições Nacionais |
| Competição                 | Competição             | Títulos               | Temporadas |
| -------------------------- | ---------------------- | --------------------- | --- |
|                            | Campeonato de Portugal | 1                     | 1925/26 |
| Competições Regionais      |                        |                       | |
| Competição                 | Competição             | Títulos               | Temporadas |
| Região Autónoma da Madeira | Campeonato da Madeira  | 35                    | 1916/17, 1917/18, 1921/22, 1922/23, 1923/24, 1924/25, 1925/26, 1926/27, 1928/29, 1929/30, 1930/31, 1932/33, 1935/36, 1939/40, 1940/41, 1944/45, 1945/46, 1946/47, 1947/48, 1948/49, 1949/50, 1950/51, 1951/52, 1952/53, 1953/54, 1954/55, 1955/56, 1957/58, 1965/66, 1966/67, 1967/68, 1969/70, 1970/71, 1971/72 e 1972/73 |
| Região Autónoma da Madeira | Taça da Madeira        | 26                    | 1946/47, 1947/48, 1949/50, 1950/51, 1951/52, 1952/53, 1953/54, 1954/55, 1955/56, 1958/59, 1959/60, 1965/66, 1966/67, 1967/68, 1968/69, 1969/70, 1970/71, 1971/72, 1978/79, 1980/81, 1981/82, 1984/85, 1997/98, 2006/07, 2008/09 e 2017/18                                                                                  |
| Total                      |                        |                       | |
|                            | Títulos oficiais       | 62                    | 1 Nacional e 61 Regionais |

#### Outros Palmarés
| Competições Nacionais | Competições Nacionais   | Competições Nacionais | Competições Nacionais |
| Competição            | Competição              | Títulos               | Temporadas            |
| --------------------- | ----------------------- | --------------------- | --------------------- |
|                       | Segunda Divisão Extinta | 2                     | 1976/77 e 1981/82     |
|                       | Total de Troféus        | 2                     | 2 Nacionais           |

#### Club Sport Marítimo B
A equipa B apresenta-se num patamar intermédio entre a formação e a equipa principal, permitindo o crescimento sustentável e consequente visibilidade de alguns jogadores que se tornaram uma referência.

### Velhas glórias
| - José Rodrigues "Barrinhas" - José Ramos "Zé Pequeno" - António Teixeira "Camarão" - Artur de Sousa "Pinga" - António Alves Tremura - Raúl Alves Tremura - Jaime Freitas Sousa "Albino" - José de Abreu "Checa" - Emanuel - Ângelo - Vasco - Isaque Ladeira - Luís Petita - Eduardinho - Noémio - Olavo - Arnaldo Carvalho - António de Agrela - Carlos Jorge - Zeca - Paiva | - Bruno - Fernando Santos - Fernando Rodrigues - Nélson - Eduardo Luís - Oliveira - Nunes - Jorge Silva - Jorge Costa - Vado - Paulo Alves - Daniel Kenedy - Nuno Valente - Pepe - Tonel - Danny - Makukula - Grisaleña - John Richards - Colin Hill | - Alex Bunbury - Ilian Iliev - Tarik Sektioui - Marius Şumudică - Mitchell van der Gaag - Alex von Schwedler - Serginho Chulapa - Ademir - China - Djair - Edmilson - Everton - Heitor "Pé Canhão" - Christian - Léo Lima - Souza - Manduca - Marcos |

## Estatísticas e recordes (Futebol Profissional)

### Competições nacionais
| Época | I  | II | Pts    | J  | V  | E  | D  | GM | GS | +/- | Taça de Portugal | Taça da Liga    |
| 2024-2025 |    | 12 | 43 pts | 34 | 10 | 13 | 11 | 42 | 48 | -6  | 2ª Eliminatória  | Não disputou    |
| 2023-2024 |    | 4  | 64 pts | 34 | 18 | 10 | 6  | 52 | 29 | +23 | 1/8 Final        | 1ª Eliminatória |
| 2022-2023 | 16 |    | 26 pts | 34 | 7  | 5  | 22 | 32 | 63 | -31 | 3ª Eliminatória  | 1ª Eliminatória |
| 2021-2022 | 10 |    | 38 pts | 34 | 9  | 11 | 14 | 39 | 44 | -5  | 3ª Eliminatória  | 1ª Eliminatória |
| 2020-2021 | 15 |    | 35 pts | 34 | 10 | 5  | 19 | 27 | 47 | -20 | 1/4 Final        | Não disputou    |
| 2019-2020 | 11 |    | 39 pts | 34 | 9  | 12 | 13 | 34 | 42 | -8  | 3ª Eliminatória  | 3ª Eliminatória |
| 2018-2019 | 11 |    | 39 pts | 34 | 12 | 3  | 19 | 26 | 44 | -18 | 4ª Eliminatória  | 3ª Eliminatória |
| 2017-2018 | 7  |    | 47 pts | 34 | 13 | 8  | 13 | 36 | 49 | -13 | 1/8 Final        | 3ª Eliminatória |
| 2016-2017 | 6  |    | 50 pts | 34 | 13 | 11 | 10 | 34 | 32 | +2  | 4ª Eliminatória  | 3ª Eliminatória |
| 2015-2016 | 13 |    | 35 pts | 34 | 10 | 5  | 19 | 45 | 63 | -18 | 4ª Eliminatória  | Final           |
| 2014-2015 | 9  |    | 46 pts | 34 | 12 | 8  | 14 | 46 | 45 | +1  | 1/4 Final        | Final           |
| 2013-2014 | 6  |    | 41 pts | 30 | 11 | 8  | 11 | 40 | 44 | -4  | 1/8 Final        | 3ª Eliminatória |
| 2012-2013 | 10 |    | 38 pts | 30 | 9  | 11 | 10 | 34 | 45 | -11 | 1/8 Final        | 3ª Eliminatória |
| 2011-2012 | 5  |    | 50 pts | 30 | 14 | 8  | 8  | 41 | 38 | +3  | 1/4 Final        | 3ª Eliminatória |
| 2010-2011 | 9  |    | 35 pts | 30 | 9  | 8  | 13 | 33 | 32 | +1  | 4ª Eliminatória  | 3ª Eliminatória |
| 2009-2010 | 5  |    | 41 pts | 30 | 11 | 8  | 11 | 42 | 43 | -1  | 3ª Eliminatória  | 2ª Eliminatória |
| 2008-2009 | 9  |    | 37 pts | 30 | 9  | 10 | 11 | 35 | 36 | -1  | 3ª Eliminatória  | 3ª Eliminatória |
| 2007-2008 | 5  |    | 46 pts | 30 | 14 | 4  | 12 | 39 | 28 | +11 | 1/8 Final        | 2ª Eliminatória |
| 2006-2007 | 11 |    | 32 pts | 30 | 8  | 8  | 14 | 30 | 44 | -14 | 4ª Eliminatória  | -               |
| 2005-2006 | 10 |    | 44 pts | 34 | 10 | 14 | 10 | 38 | 37 | +1  | 1/4 Final        | -               |
| 2004-2005 | 7  |    | 49 pts | 34 | 12 | 13 | 9  | 39 | 32 | +7  | 1/4 Final        | -               |
| 2003-2004 | 6  |    | 48 pts | 34 | 12 | 12 | 10 | 35 | 33 | +2  | 5ª Eliminatória  | -               |
| 2002-2003 | 7  |    | 44 pts | 34 | 13 | 5  | 16 | 36 | 48 | -12 | 4ª Eliminatória  | -               |
| 2001-2002 | 6  |    | 56 pts | 34 | 17 | 5  | 12 | 48 | 35 | +13 | 1/2 Final        | -               |
| 2000-2001 | 11 |    | 43 pts | 34 | 12 | 7  | 15 | 34 | 37 | -3  | Final            | -               |
| 1999-2000 | 6  |    | 50 pts | 34 | 13 | 11 | 10 | 42 | 36 | +6  | 4ª Eliminatória  | -               |
| 1998-1999 | 10 |    | 41 pts | 34 | 10 | 11 | 13 | 44 | 45 | -1  | 1/4 Final        | -               |
| 1997-1998 | 5  |    | 56 pts | 34 | 16 | 8  | 10 | 44 | 35 | +9  | 5ª Eliminatória  | -               |
| 1996-1997 | 8  |    | 47 pts | 34 | 13 | 8  | 13 | 39 | 38 | +1  | 5ª Eliminatória  | -               |
| 1995-1996 | 9  |    | 43 pts | 34 | 12 | 7  | 5  | 39 | 53 | -14 | 1/4 Final        | -               |
| 1994-1995 | 7  |    | 35 pts | 34 | 12 | 11 | 11 | 41 | 45 | -4  | Final            | -               |
| 1993-1994 | 5  |    | 38 pts | 34 | 13 | 12 | 9  | 45 | 40 | +5  | 5ª Eliminatória  | -               |
| 1992-1993 | 5  |    | 37 pts | 34 | 15 | 7  | 12 | 56 | 48 | +8  | 4ª Eliminatória  | -               |
| 1991-1992 | 7  |    | 35 pts | 34 | 12 | 11 | 11 | 40 | 38 | +2  | 4ª Eliminatória  | -               |
| 1990-1991 | 10 |    | 34 pts | 38 | 12 | 10 | 16 | 37 | 48 | -11 | 1/8 Final        | -               |
| 1989-1990 | 10 |    | 29 pts | 34 | 7  | 15 | 12 | 25 | 38 | -13 | 4ª Eliminatória  | -               |
| 1988-1989 | 12 |    | 35 pts | 38 | 10 | 15 | 13 | 40 | 41 | -1  | 1/8 Final        | -               |
| 1987-1988 | 9  |    | 39 pts | 38 | 11 | 17 | 10 | 36 | 37 | -1  | 1/8 Final        | -               |
| 1986-1987 | 12 |    | 25 pts | 30 | 9  | 7  | 14 | 34 | 49 | -15 | 3ª Eliminatória  | -               |
| 1985-1986 | 12 |    | 22 pts | 30 | 8  | 6  | 16 | 26 | 38 | -12 | 4ª Eliminatória  | -               |
| 1984-1985 |    | 1  | 51 pts | 30 | 23 | 5  | 2  | 64 | 15 | +49 | 1/4 Final        | -               |
| 1983-1984 |    | 2  | 43 pts | 30 | 16 | 11 | 3  | 51 | 19 | +32 | 3ª Eliminatória  | -               |
| 1982-1983 | 14 |    | 25 pts | 30 | 8  | 9  | 13 | 26 | 38 | -12 | 3ª Eliminatória  | -               |
| 1981-1982 |    | 1  | 42 pts | 30 | 18 | 6  | 6  | 55 | 23 | +32 | 1/8 Final        | -               |
| 1980-1981 | 15 |    | 23 pts | 30 | 7  | 9  | 14 | 33 | 46 | -13 | 2ª Eliminatória  | -               |
| 1979-1980 | 11 |    | 26 pts | 30 | 9  | 8  | 13 | 25 | 37 | -12 | 1/2 Final        | -               |
| 1978-1979 | 10 |    | 27 pts | 30 | 11 | 5  | 14 | 36 | 37 | -1  | 2ª Eliminatória  | -               |
| 1977-1978 | 12 |    | 23 pts | 30 | 8  | 7  | 15 | 22 | 45 | -23 | 1/8 Final        | -               |
| 1976-1977 |    | 1  | 43 pts | 30 | 18 | 7  | 5  | 47 | 18 | +29 | 2ª Eliminatória  | -               |
| 1975-1976 |    | 4  | 45 pts | 38 | 16 | 13 | 9  | 48 | 32 | +16 | 5ª Eliminatória  | -               |
| 1974-1975 |    | 4  | 49 pts | 38 | 29 | 9  | 9  | 73 | 38 | +35 | 3ª Eliminatória  | -               |
| 1973-1974 |    | 5  | 42 pts | 38 | 18 | 6  | 14 | 69 | 54 | +15 | 3ª Eliminatória  | -               |
| I - 1.ª Divisão; II - 2.ª Divisão; Pts - Pontos; J - Jogos (Liga); V - Vitórias (Liga); E - Empates (Liga); D - Derrotas (Liga); GM - Golos Marcados (Liga); GS - Golos Sofridos Liga); +/- - Diferença de Golos (Liga); |    |    |        |    |    |    |    |    |    |     |                  |                 |

Legenda:
| Campeão | Vice-campeão | Meia-final | Promoção | Despromoção |

### Competições europeias
Atualizado em 17 de Agosto 2017 
| Época   | Competição  | Eliminatória   | País                 | Clube            | Casa | Fora | Agregado    | Pt.Coef.UEFA |
| ------- | ----------- | -------------- | -------------------- | ---------------- | ---- | ---- | ----------- | ------------ |
| 1993-94 | Taça UEFA   | 1              | Bélgica              | Royal Antwerp    | 2–2  | 0–2  | 2–4         | 1.0          |
| 1994-95 | Taça UEFA   | 1              | Suíça                | Aarau            | 1–0  | 0–0  | 1–0         | 3.0          |
| 1994-95 | Taça UEFA   | 2              | Itália               | Juventus         | 0–1  | 1–2  | 1–3         | 3.0          |
| 1998-99 | Taça UEFA   | 1              | Inglaterra           | Leeds United     | 1–0  | 0–1  | 1–1 (1-4 p) | 2.0          |
| 2001-02 | Taça UEFA   | Elim.          | Bósnia e Herzegovina | FK Sarajevo      | 1–0  | 1–0  | 2–0         | 4.0          |
| 2001-02 | Taça UEFA   | 1              | Inglaterra           | Leeds United     | 1–0  | 0–3  | 1–3         | 4.0          |
| 2004-05 | Taça UEFA   | 1              | Escócia              | Rangers          | 1–0  | 0–1  | 1–1 (2-4 p) | 2.0          |
| 2008-09 | Taça UEFA   | 1              | Espanha              | Valencia         | 0–1  | 1–2  | 1–3         | 0.0          |
| 2010-11 | Liga Europa | 2 Elim.        | República da Irlanda | Sporting Fingal  | 3–2  | 3–2  | 6–4         | 4.0          |
| 2010-11 | Liga Europa | 3 Elim.        | País de Gales        | Bangor City      | 8–2  | 2–1  | 10–3        | 4.0          |
| 2010-11 | Liga Europa | Play-off       | Bielorrússia         | BATE Borisov     | 1–2  | 0–3  | 1–5         | 4.0          |
| 2012-13 | Liga Europa | 3 Elim.        | Grécia               | Asteras Tripolis | 0–0  | 1–1  | 1–1 (a)     | 8.0          |
| 2012-13 | Liga Europa | Play-off       | Geórgia              | Dila Gori        | 1–0  | 2–0  | 3–0         | 8.0          |
| 2012-13 | Liga Europa | Fase de Grupos | França               | Bordeús          | 1–1  | 0–1  | 3º          | 8.0          |
| 2012-13 | Liga Europa | Fase de Grupos | Inglaterra           | Newcastle United | 0–0  | 1–1  | 3º          | 8.0          |
| 2012-13 | Liga Europa | Fase de Grupos | Bélgica              | Club Brugge      | 2–1  | 0–2  | 3º          | 8.0          |
| 2017-18 | Liga Europa | 3 Elim.        | Bulgária             | Botev Plovdiv    | 2–0  | 0–0  | 2–0         | 2.0          |
| 2017-18 | Liga Europa | Play-off       | Ucrânia              | Dínamo de Kiev   | 0–0  | 1–3  | 1–3         | 2.0          |

## Presidentes
| - Joaquim Pontes — (1910–1913) - Manuel Humberto Passos Freitas — (1910–1913) - César Marcelino Vieira — (1914–1917) - Pedro Auguesto Gouveia — (1917–1921) - Francisco Aquino Baptista Santos — (1921–1922) - Joaquim Quintino Travassos Lopes — (1922–1927) - António Felix Pita — (1927–1928) - Joaquim Quintino Travassos Lopes — (1928–1930) - Alváro Menezes Alves Reis Gomes — (1930–1931) - Jordão Menezes Azevedo — (1931–1932) - Amâncio Franco Olim Marote — (1932–1932) - Fernando Augusto Câmara — (1932–1933) - Jaime Elói Luis — (1933–1934) - José Marcos Freitas Morna — (1934–1935) - Álvaro Menezes Alves Reis Gomes — (1935–1936) - João Carlos de Sousa — (1936–1939) - Eduardo Ferreira T. S. Albergaria — (1939–1940) - João Gouveia Menezes — (1940–1943) - Amaro Magno Ferreira — (1943–1945) | - João Carlos de Sousa — (1945–1947) - Manuel Rodrigues Gouveia — (1947–1948) - Carlos Sousa — (1948–1950) - João Carlos de Sousa — (1950–1952) - João Lemos Gomes — (1952–1953) - João Carlos de Sousa — (1953–1954) - Jaime Ornelas Camacho — (1954–1955) - João José Pita da Silva — (1955–1959) - Henrique Viera da Luz — (1959–1968) - Bacili Alcino Dionísio — (1968–1973) - José Miguel Jardim Olival Mendonça — (1973–1978) - Nicolau Alberto A. Drumond Borges — (1978–1981) - Manuel Honório Ferreira de Sousa — (1981–1982) - António Silva Henriques — (1982–1988) - Rui Emanuel Baptista Fontes — (1988–1997) - José Carlos Rodrigues Pereira — (1997–2021) - Rui Emanuel Baptista Fontes — (2021-2023) - Carlos André Gomes — (2023-atualidade) |